# Bicaj alközség
Bicaj alközség alsó szintű közigazgatási egység Albánia északkeleti részén, Kukës városától déli irányban, a Fekete-Drin jobb partján. Kukës megyén belül Kukës község része. Központja Bicaj falu, további települései: Bushat, Domaj, Gabrica, Kolesjan, Muhola, Mustafa, Nanga, Osmanaj és Tërshena. A 2011-es népszámlálás alapján az alközség népessége 5631 fő.

## Fekvése
Bicaj a Fekete-Drin jobb partján, a Gjallica-hegy (2487 m) és a Kolesjani-hegy (2050 m) nyugati előterében, a Fekete-Drin völgyébe meredeken ereszkedő hegyoldalban fekszik. Az alközség területén lévő Kolesjani-hágón (Qafa e Kolesjanit) vezet át a Kukëst Peshkopia városával összekötő főút.

## Történelme
A Fekete-Drin völgye az ókorban fontos közlekedési útvonal volt, amely Lychnidus városát kötötte össze a Drin völgyén keresztül Dardaniával. Ennek egyik állomáshelye volt a 4. században épült castrum, mai nevén bushati vár (Kalaja e Bushatit), amelynek romjai ma is láthatóak, illetve a valamivel délebbre, Domajnál található Hisar-vár (Kalaja Hisar e Domajt). A bushati castrum nem néptelenedett el a Római Birodalom bukásával, falait egészen a 10–11. századig lakta a komani régészeti kultúrához sorolt arber népesség.

## Nevezetességei
Az alközség főként természeti értékeiről nevezetes, keleti hegyvidéki részei a Korab–Koritnik Tájvédelmi Körzet területéhez tartoznak. A Bicaji-szoros (Gryka e Bicajt) a névadó falutól keletre húzódó, 2,5 kilométer hosszú, mindössze 4-6 méter széles és 150-200 méter mély szurdokvölgy. További nevezetességek a Bushat közelében fekvő Kukësi-mocsár (Këneta e Kukësit), a 430 méteres tengerszint feletti magasságban fakadó, kristálytiszta vizű Kolesjani-forrás (Burimi i Kolesjanit), valamint Tërshena közelében, a Topojani-tetőn (Laku i Topojanit), 1450–1600 méteres tengerszint feletti magasságban, 34 hektáron elterülő háborítatlan szilfaerdő, amelyben a 160-200 éves példányok magassága eléri a 20-25 métert, törzsük átmérője az 1 métert.
Az alközség legfőbb történeti emléke a bushati vár, a 4. században épült, 0,7 hektár területű castrum, amelynek csaknem 400 méter hosszú falait kilenc, változatos (kör, patkó, négyszög) alaprajzú torony tagolta, déli bejáratát pedig egy-egy kaputorony szegélyezte. További, műemléki védelmet élvező építészeti emlékek Bicaj falu régi iskolája, valamint Osmanajban a Shahini-ház.
Frederick William Hasluck régész feljegyzései szerint Nangánál a 19–20. század fordulóján a szúfi halveti szerzetesrend zarándokhelye volt, ahol egy bizonyos Hasan sejket tiszteltek. A környék szomorú nevezetessége, hogy a második világháborúban, 1944 szeptemberében itt, Kolesjannál fogták el és verték agyon az albán kommunista partizánok saját elvtársukat, Enver Hoxha párton belüli ellenlábasát, Llazar Fundót.
Bicaj szülötte volt Abedin Shehu (1918–1988) kommunista politikus, közmunkaügyi és ipari miniszter.